# Silvares (Tondela)
Silvares é uma povoação portuguesa do Município de Tondela que foi sede da extinta Freguesia de Silvares, freguesia que tinha 8,34 km² de área e 136 habitantes, e, por isso, uma densidade populacional de 16,3 hab/km²
Em 2013 através da Reorganização Administrativa do Território (Lei n.º 22/2012, de 30 de maio) a Freguesia de Silvares foi agregada à Freguesia de Caparrosa, tendo sido criada a União das freguesias de Caparrosa e Silvares.
Silvares foi sede de concelho até ao início do século XIX. Este era constituído apenas pela freguesia da vila com o mesmo nome.

## População
| População da freguesia de Silvares | População da freguesia de Silvares | População da freguesia de Silvares | População da freguesia de Silvares | População da freguesia de Silvares | População da freguesia de Silvares | População da freguesia de Silvares | População da freguesia de Silvares | População da freguesia de Silvares | População da freguesia de Silvares | População da freguesia de Silvares | População da freguesia de Silvares | População da freguesia de Silvares | População da freguesia de Silvares | População da freguesia de Silvares |
| ---------------------------------- | ---------------------------------- | ---------------------------------- | ---------------------------------- | ---------------------------------- | ---------------------------------- | ---------------------------------- | ---------------------------------- | ---------------------------------- | ---------------------------------- | ---------------------------------- | ---------------------------------- | ---------------------------------- | ---------------------------------- | ---------------------------------- |
| 1864                               | 1878                               | 1890                               | 1900                               | 1911                               | 1920                               | 1930                               | 1940                               | 1950                               | 1960                               | 1970                               | 1981                               | 1991                               | 2001                               | 2011                               |
| 436                                | 492                                | 478                                | 565                                | 503                                | 501                                | 424                                | 526                                | 497                                | 442                                | 345                                | 257                                | 204                                | 184                                | 136                                |

| Distribuição da População por Grupos Etários | Distribuição da População por Grupos Etários | Distribuição da População por Grupos Etários | Distribuição da População por Grupos Etários | Distribuição da População por Grupos Etários | Distribuição da População por Grupos Etários | Distribuição da População por Grupos Etários | Distribuição da População por Grupos Etários | Distribuição da População por Grupos Etários | Distribuição da População por Grupos Etários |
| -------------------------------------------- | -------------------------------------------- | -------------------------------------------- | -------------------------------------------- | -------------------------------------------- | -------------------------------------------- | -------------------------------------------- | -------------------------------------------- | -------------------------------------------- | -------------------------------------------- |
| Ano                                          | 0-14 Anos                                    | 15-24 Anos                                   | 25-64 Anos                                   | > 65 Anos                                    |                                              | 0-14 Anos                                    | 15-24 Anos                                   | 25-64 Anos                                   | > 65 Anos                                    |
| 2001                                         | 19                                           | 16                                           | 84                                           | 65                                           |                                              | 10,3%                                        | 8,7%                                         | 45,7%                                        | 35,3%                                        |
| 2011                                         | 12                                           | 11                                           | 58                                           | 55                                           |                                              | 8,8%                                         | 8,1%                                         | 42,6%                                        | 40,4%                                        |

Média do País no censo de 2001:  0/14 Anos-16,0%; 15/24 Anos-14,3%; 25/64 Anos-53,4%; 65 e mais Anos-16,4%
Média do País no censo de 2011:   0/14 Anos-14,9%; 15/24 Anos-10,9%; 25/64 Anos-55,2%; 65 e mais Anos-19,0%

## Património
- Capelas de São Barnabé e da Senhora da Saúde